# Solovii, Luhînî
Solovii (în ucraineană Солов`ї) este un sat în comuna Bovsunî din raionul Luhînî, regiunea Jîtomîr, Ucraina.

## Demografie
Componența lingvistică a localității Solovii
     Ucraineană (97,91%)
     Rusă (2,09%)
Conform recensământului din 2001, majoritatea populației localității Solovii era vorbitoare de ucraineană (97,91%), existând în minoritate și vorbitori de rusă (2,09%).